# Chevrolet

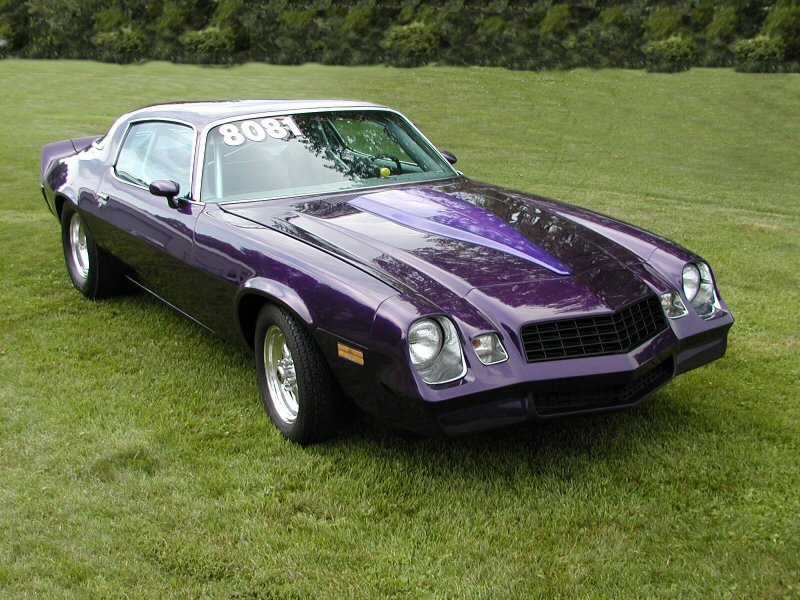
Chevrolet Camaro z roku 1981

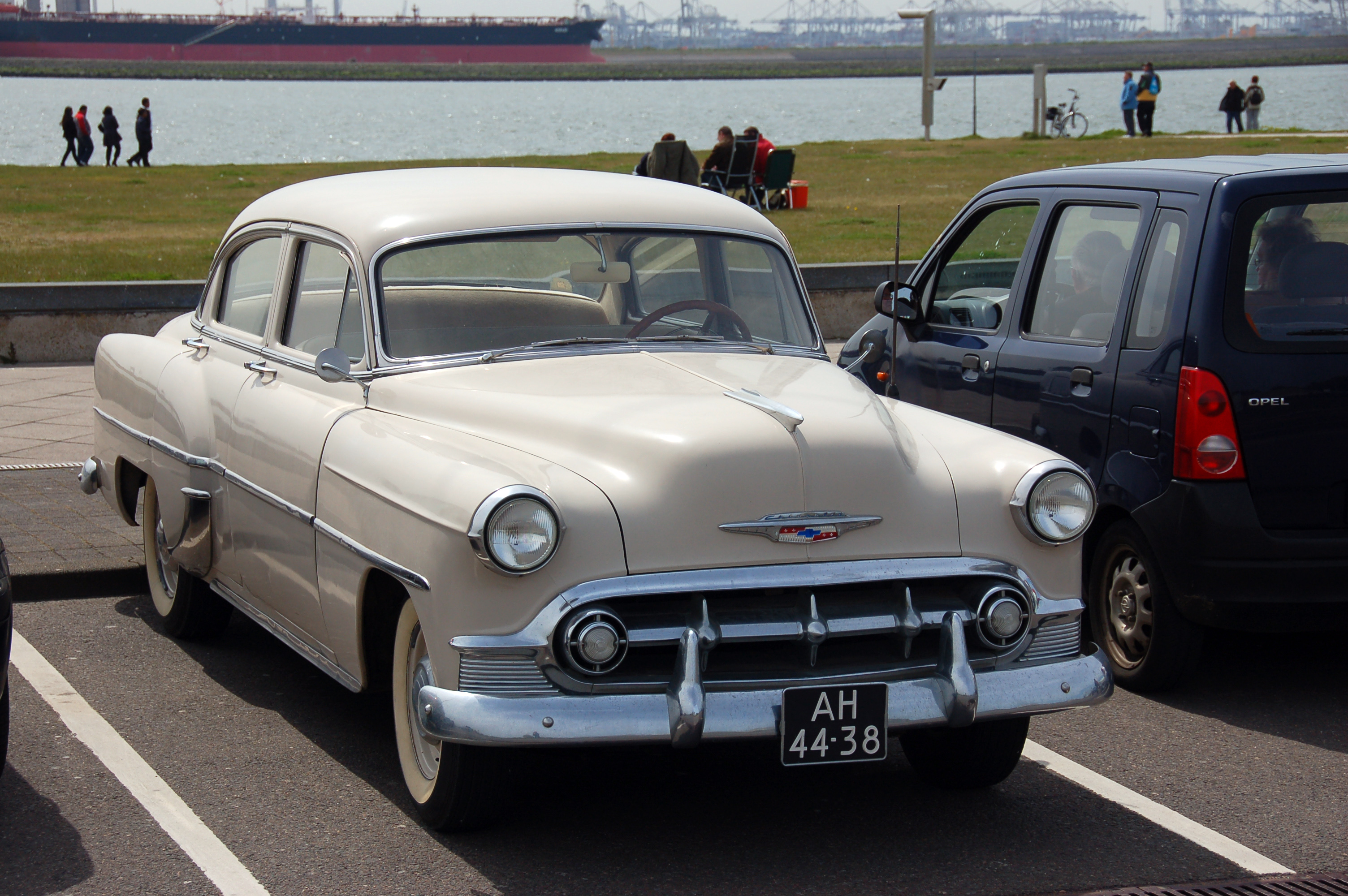
Chevrolet Bel Air

Chevrolet, hovorově Chevy, je americká firma vyrábějící automobily. Založena byla v roce 1911. Je součástí koncernu General Motors.

## Historie značky
Chevrolet byl založen v roce 1911 švýcarsko-americkým automobilovým závodníkem Louisem Chevroletem a Williamem Durantem. V roce 1915 však mezi Chevroletem a Durantem došlo k roztržce a Louis Chevrolet Durantovi svůj podíl ve firmě prodal. O rok později William Durant sloučil Chevrolet Motor Car Company s koncernem General Motors. Od roku 2004 mají na kapotě logo Chevroletu také vozy Daewoo a v zemích Jižní Ameriky také modely prodávané v Evropě pod značkou Opel - například Corsa, Astra či Vectra.
Značka Chevrolet Europe GmbH v Evropě sídlila od roku 2005 v Curychu a prodávala zde automobily většinou vyrobené v Jižní Koreji. Od roku 2016 se však Chevrolet úplně stáhl, kromě modelů Corvette a Camaro, z Evropy s výjimkou Společenství nezávislých států.

## Současné modely
- HHR
- SSR
- Camaro
- Cobalt
- Corvette
- Impala
- Malibu
- Avalanche
- Colorado
- Silverado
- Equinox
- Suburban
- Tahoe
- TrailBlazer
- Lumina
- TransSport
- Express
- Uplander
- Orlando
- Trax
- Cruze

### Dříve Daewoo
- Spark
- Aveo
- Lacetti
- Tacuma
- Epica
- Captiva